# ۴۷۶ (خورشیدی)
۴۷۶ چهارصد و هفتاد و ششمین سال هجری خورشیدی است.